# 韦格尔河畔贝谢尔
韦格尔河畔贝谢尔（法語：Berchères-sur-Vesgre，法語發音：[bɛʁʃɛʁ syʁ vɛɡʁ]）是法国厄尔-卢瓦省的一个市镇，属于德勒区。

## 地理
韦格尔河畔贝谢尔（48°50'28"N, 1°32'26"E）面积11.99 平方千米，位于法国中央-卢瓦尔河谷大区厄尔-卢瓦省，该省份为法国北部内陆省份，北起顺时针与厄尔省、伊夫林省、埃松省、卢瓦雷省、卢瓦-谢尔省、萨尔特省和奧恩省接壤。
与韦格尔河畔贝谢尔接壤的市镇（或旧市镇、城区）包括：布瓦塞、蒂伊、圣旺马尔舍弗鲁瓦。

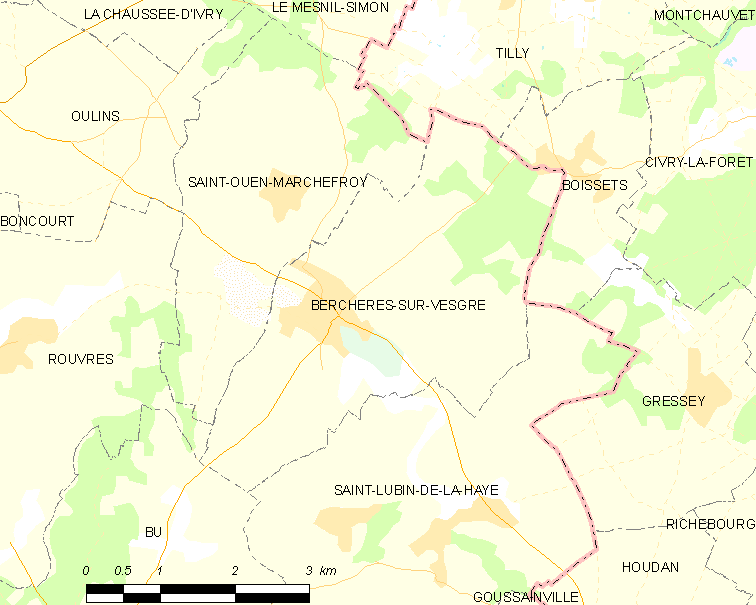
韦格尔河畔贝谢尔的OSM定位图

韦格尔河畔贝谢尔的时区为UTC+01:00、UTC+02:00（夏令时）。

## 行政
韦格尔河畔贝谢尔的邮政编码为28260，INSEE市镇编码为28036。

## 政治
韦格尔河畔贝谢尔所属的省级选区为阿内特县。

## 人口

1962-2008年间韦格尔河畔贝谢尔人口变化图示

韦格尔河畔贝谢尔于2022年1月1日时的人口数量为855人。